# Slag om Sarikamis
De Slag om Sarikamiş was een veldslag tussen het Russische en het Ottomaanse Rijk tijdens de Eerste Wereldoorlog. Het vond plaats van 22 december 1914 tot 17 januari 1915 als onderdeel van de Kaukasusveldtocht. De veldslag eindigde in een Russische overwinning.
Op 22 december 1914 trokken de Turkse troepen richting Sarıkamış om de Russen te verdrijven. De stad Sarıkamış zou in deze campagne een cruciale rol spelen. In 1914 was er enkel sprake van het Ottomaanse rijk of Rusland. Andere landen waren er niet bij betrokken. Er waren wel Armeense vrijwilligers in het leger van de Russen. De Russen hadden al eerder Ottomaans gebied veroverd, meer bepaald de streek van Ardahan en Kars. In december 1914 vielen ze van daaruit opnieuw het Ottomaanse Rijk binnen.
De Turken reageerden hierop en stuurden een leger richting Sarıkamış. De Duitse bondgenoten verbonden aan het Ottomaanse leger raden de snelle reactie af. Zij achten het Ottomaanse leger te zwak om zo snel al een leger naar het noorden te sturen. Maar de Ottomaanse minister van oorlog Enver Pasja wilde niet langer wachten. Op 22 december 1914 stuurde hij een leger van 100.000 soldaten naar Transkaukasië. Daarnaast was er ook een kleinere troepenmacht van de Duitsers.
Het grootste probleem van dit Ottomaanse leger was een gebrek aan winterkledij. De winters in de Kaukasus zijn behoorlijk streng en dat zullen de Ottomaanse soldaten geweten hebben. Ze kwamen met duizenden om omwille van de koude winter. Er zijn geen juiste cijfers, maar men schat dat aan het einde van deze campagne 60 tot 90% van de soldaten van Enver Pasja is omgekomen.

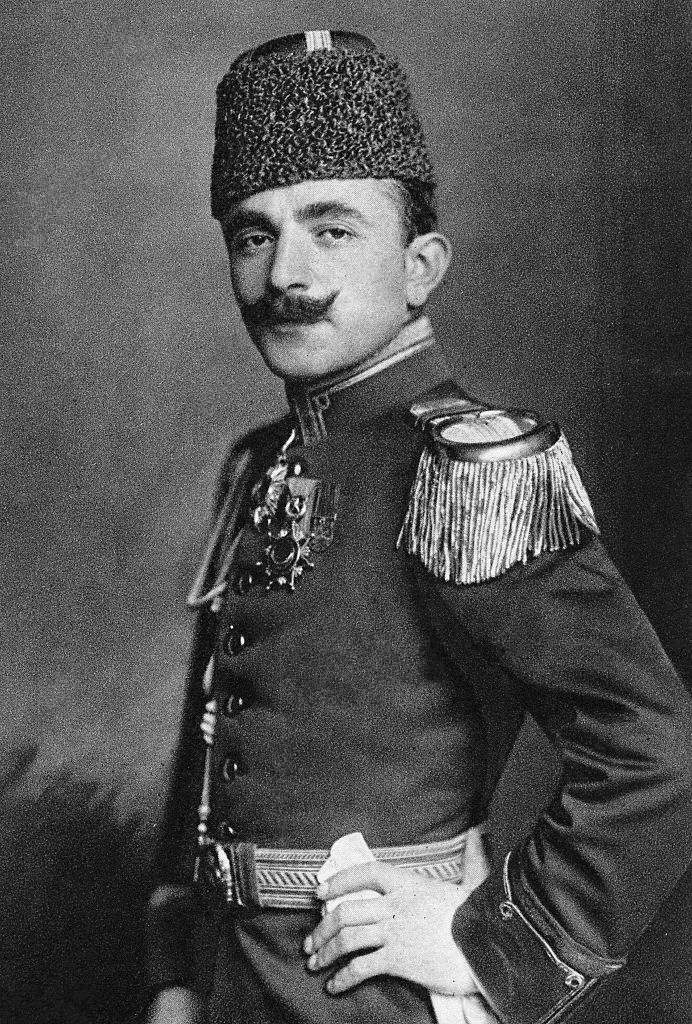
Enver Pasja

Op 22 december kenden de Ottomaanse troepen nog succes : ze veroverden Köprüköy. Op 26 december kwamen er Russische versterkingen vanuit Tbilisi en die namen Sarıkamış in. Op 29 december beval Enver Pasja om Sarıkamış te heroveren tijdens een nachtelijke aanval. Op 2 januari beval hij echter de terugtocht om te voorkomen dat zijn troepen worden omsingeld. Op 4 januari namen de Russen de staf van het IXe en Xe Ottomaanse korps gevangen, waarna de Ottomanen zich verder terugtrokken.